# Křikaví
Křikaví (Tyranni, Suboscines) jsou primitivním podřádem pěvců, sesterskou linií zpěvných (Passeri, Oscines). Liší se od nich zejména jednodušším uspořádáním hlasového ústrojí. Většina druhů obývá Ameriku, pity a loboši obývají tropy Starého světa, pitovci jsou endemity Madagaskaru. S výjimkou některých tyranů obývají křikaví vesměs tropické oblasti. Za zástupce křikavých byli považováni i novozélandští pokřovníci, ti jsou však samostatnou linií sesterskou všem ostatním pěvcům (tedy křikavým + zpěvným).

## Fylogeneze a taxonomie
Ke křiklavým se řadí následující čeledi:
- Podřád: Křikaví (Tyranni)
  - Eurylaimides
    - Calyptomenidae, kalyptomény (loboši zelení) – 6 druhů ve 2 rodech
    - Sapayoidae, pipulkovci – 1 druh
    - Philepittidae, pitovcovití – 4 druhy ve 2 rodech
    - Eurylaimidae, lobošovití – 9 druhů v 7 rodech
    - Pittidae, pitovití – 34 druhů ve 3 rodech

  - Tyrannides
    - Infrařád: Tyrannida
      - Pipridae, pipulkovití – 51 druhů ve 12 rodech
      - Cotingidae, kotingovití – 96 druhů ve 33 rodech
      - Tityridae, tityry – 37 druhů v 11 rodech
      - Tyrannidae, tyranovití – 412 druhů ve 105 rodech

    - Infrařád: Furnariida
      - Melanopareiidae, štidláci – 4 druhy v 1 rodu
      - Conopophagidae, mucholovkovití – 11 druhů ve 2 rodech
      - Thamnophilidae, mravenčíkovití – 220 druhů v 54 rodech
      - Grallariidae, mravenčíci – 51 druhů ve 4 rodech
      - Rhinocryptidae, štidlákovití – 56 druhů ve 12 rodech
      - Formicariidae, mravenčíkovcovití – 11 druhů ve 2 rodech
      - Furnariidae, hrnčiříkovití – 298 druhů v 73 rodech